# 나라별 영화 배급사 목록
다음은 나라별 영화 배급사 목록이다.

## 미국
- A24
- 미국 영화 연구소 (AFI)
- 앵커 베이 엔터테인먼트
- Buena Vista
- 시네라마 릴리싱
- 영화관
- 컬럼비아 픽처스
- 퍼스트 내셔널
- 폭스 필름
- 핼 로치 스튜디오
- 라이언스게이트
- 매그놀리아 픽처스
- 메트로 골드윈 메이어 (MGM)
- 미리어드 픽쳐스
- 파라마운트 픽쳐스
- 파테 익스체인지스
- 픽처하우스
- RKO 픽처스
- 락 네이션
- 로그 (기업)
- 소니 픽처스 엔터테인먼트
- 테크니컬러
- 와인스틴 컴퍼니
- 트랜스애틀랜틱 픽처스
- 트로마 엔터테인먼트
- 20세기 스튜디오
- 20세기 픽처스
- 유나이티드 아티스츠
- 유니버설 스튜디오
- 월트 디즈니 스튜디오스 모션 픽처스
- 워너 브라더스

## 홍콩
- 골든 하베스트

## 일본
- 쇼치쿠
- 도호
- 반다이 비주얼
- 가도카와 쇼텐

## 영국
- 20세기 스튜디오 필름
- 아드먼 애니메이션
- 월트 디즈니 스튜디오스 모션 픽처스
- 컬럼비아 픽처스
- 프리맨틀 (기업)
- 라이언스게이트 UK
- 메트로 골드윈 메이어
- 파라마운트 픽쳐스 UK
- 파테
- RKO 픽처스
- 서밋 엔터테인먼트 UK
- 소니 픽처스 엔터테인먼트
- 유나이티드 아티스츠 Corp.
- 유나이티드 인터내셔널 픽처스
- 유니버설 픽처스 UK
- 월트 디즈니 컴퍼니 Ltd.

## 알바니아
- 유나이티드 인터내셔널 픽처스

## 아르헨티나
- Buena Vista International
- 워너 브라더스
- 소니 픽처스 엔터테인먼트[1]
- 폭스 디스트리뷰션 컴퍼니
- 유나이티드 인터내셔널 픽처스
- Artistas Unidos
- 아르헨티나 컬럼비아 픽처스
- 메트로 골드윈 메이어 (MGM)
- 파라마운트 픽쳐스
- RKO Radio Pictures de Argentina
- 유니버설 필름스 아르헨티나
- 워너-컬럼비아 필름스

## 오스트레일리아
- 20세기 스튜디오/메트로 골드윈 메이어
- 라이언스게이트 오스트레일리아
- 파라마운트 픽쳐스/유니버설 픽처스
- 타이탄 뷰
- 로드쇼 필름스
- 월트 디즈니 스튜디오스 모션 픽처스

## 브라질
- 월트 디즈니 스튜디오스 모션 픽처스
- 워너 브라더스
- 소니
- 폭스 디스트리뷰션 컴퍼니
- 컬럼비아 픽처스
- 유나이티드 인터내셔널 픽처스

## 캐나다
- 브라이트라이트 픽처스
- 텔레툰
- 워너 브라더스
- VVS 필름스

## 중화인민공화국
- 알리바바 픽처스
- 차이나 필름
- 화이브라더스

## 덴마크
- 노르디스크 필름

## 프랑스
- 스튀디오카날
- 파테
- 고몽
- SND 필름스
- 유나이티드 인터내셔널 픽처스

## 독일, 오스트리아
- 20세기 스튜디오
- 소니 픽처스 엔터테인먼트 릴리싱
- 스튀디오카날
- 월트 디즈니 스튜디오스 모션 픽처스
- RKO 픽처스 GmbH
- 워너 브라더스

## 인도
- 폭스 스타 스튜디오

## 이탈리아
- 소니 픽처스 엔터테인먼트
- 이탈리아 방송 협회
- Rai Cinema

## 네덜란드
- 20세기 스튜디오
- 월트 디즈니 스튜디오스 모션 픽처스 (독일)
- 라이언스게이트 인터내셔널
- 메트로 골드윈 메이어
- 파라마운트 픽쳐스
- 소니 픽처스 엔터테인먼트
- 유니버설 픽처스 인터내셔널
- 워너 브라더스 (홀란드)

## 파키스탄
- 서밋 엔터테인먼트 파키스탄

## 필리핀
- 파라마운트 픽쳐스/유니버설 스튜디오/ 소니 픽처스 엔터테인먼트/월트 디즈니 스튜디오스 모션 픽처스
- 솔ㄹ 픽처스
- 워너 브라더스/20세기 스튜디오

## 러시아
- 유니버설 픽처스 러시아
- 월트 디즈니 스튜디오스/소니 픽처스 엔터테인먼트 릴리싱
- 20세기 스튜디오
- Caro Premiere/워너 브라더스
- 모스필름

## 스웨덴
- 월트 디즈니 스튜디오스 모션 픽처스
- 라이언스게이트 스웨덴
- 메트로 골드윈 메이어
- 소니 픽처스 엔터테인먼트
- 스웨덴 영화 협회
- 20세기 스튜디오
- 유나이티드 인터내셔널 픽처스
- 워너 브라더스

## 태국
- 사하몽콘 필름 인터내셔널
- 유나이티드 인터내셔널 픽처스
- 월트 디즈니 스튜디오스 모션 픽처스/20세기 폭스/소니 픽처스 엔터테인먼트 릴리싱
- 워너 브라더스